# SLOT
Slot (russisch: Слот) ist eine Alternative-Metal- bzw. Nu-Metal-Band aus Moskau.

## Geschichte
Slot wurde am 2. Februar 2002 in Moskau gegründet. 2003 veröffentlichten sie ihr Debütalbum SLOT1. Dieses Album wurde bei dem Label „Mystery of Sounds“ veröffentlicht. Ihr Debütvideo Odni wurde auf MTV und anderen großen Fernsehstationen über 6 Monate lang gezeigt. Das Album wurde über zehntausend Mal in die ganze Welt verkauft.
Im Herbst 2005 wurde die Band für den RAMP Award „Вокал года“ („Gesang des Jahres“) nominiert. Zusammen mit Korn, traten SLOT 2006 im Sankt Petersburger Eispalast und in der MSA in Moskau auf.
Die Band hat einige Soundtracks für Filme wie „Wächter der Nacht – Nochnoi Dozor“, „Pirate“, „Bumer“ und „Hunting for Piranha“ herausgebracht.
Im Herbst 2006 veröffentlichte die Band ihr zweites Album Две Войны („2 Wars“), mit der gleichnamigen Single, die zum landesweiten Hit avancierte. Das Video zu dem Song wurde bei verschiedenen nationalen Fernsehstationen (MTV Russia, MUZ TV, A1, O2TV und Music Box) gespielt. In den ersten 12 Wochen wurden über 8.000 Kopien veröffentlicht.
Durch den Erfolg des Albums und der Single wurde die Band nochmals beim RAMP in vier Kategorien nominiert. Sie waren die einzige Band mit dieser Anzahl an Nominierungen in diesem Jahr. Gewonnen haben sie in der Kategorie „Хит года“ („Hit des Jahres“).
Im Herbst 2007 haben sie ihr drittes Album Тринити („Trinity“) veröffentlicht. Das Video der ersten Single Мёртвые Звёзды („Dead Stars“) wurde im Internet und in nationalen Fernsehstationen im vierten Quartal 2007 veröffentlicht.
Sie tourten mit russischen Bands wie Animal JazZ und The Dolphin durchs Land. Auch tourten sie mit international bekannten Bands wie Korn, Clawfinger und Samael. 2007 traten sie zusammen mit Arija bei den RAMP Awards auf. Im Frühjahr 2007 hatten sie eine 50-Tages-Tour durch das Baltikum, wo mehr als 50000 Fans sie unterstützt haben.
Die Single Trinity wurde mehr als 50.000 Mal im ersten Monat verkauft.
Ihr erstes Konzert, das sie außerhalb der russischen Staaten gegeben haben, fand am 5. Februar 2011 in Den Haag (Niederlande) statt. Auf diesem Konzert haben sie auch zum ersten Mal den größten Teil der gespielten Lieder komplett auf Englisch gesungen.

## Diskografie

### Alben
- 2003: SLOT1
- 2004: SLOT1 (Include Night Watch OST)
- 2006: Две войны (Two wars)
- 2007: Две войны – Limited Edition
- 2007: Тринити (Trinity)
- 2008: КиСЛОТа (Remix Album №1)
- 2009: 4ever
- 2010: The Best Of
- 2011: Break the Code
- 2011: F5
- 2013: Шестой
- 2015: КиСЛОТа, Ч. 2 (Remix Album №2)
- 2016: Septima
- 2018: 200 кВт

### Singles
- 2003: Одни (Alone)
- 2006: 2 войны (Two Wars)
- 2007: Мёртвые звёзды (Dead Stars)
- 2007: Тринити (Trinity)
- 2007: Доска (Board)
- 2008: Они убили Кенни (They killed Kenny)
- 2009: Альфа-Ромео + Бета-Джульетта (Alfa Romeo + Beta Juliet) [digital]
- 2009: ANIME
- 2009: Ангел О.К. (Angel O.K.)
- 2010: Mirrors (englische Single)
- 2010: Лего (Lego)
- 2011: Kill Me Baby One More Time
- 2011: Сумерки (Twilight)
- 2012: Одинокие люди (Single People)
- 2013: Ангел или Демон (Angel or Demon)
- 2013: Поколено (Knee-deep)
- 2014: Стёкла революций (Glasses of revolution)
- 2015: Сила притяжения (Force of gravity)
- 2015: Мочит как хочет (Bash as he wants)
- 2015: Страх и агрессия (Fear and aggression)
- 2016: Круги на воде (Circles on the Water)

### DVDs
- 2008: Live&Video (2008, Konzert der „Triniti-round“ Tour aus dem TELE-Club in Jekaterinburg + die Sammlung aller Videoclips)
- 2010: Sammlung aller Videoclips als Teil der Spezial Edition des „The Best of…“ Albums.

### Soundtracks (OST) und Kompilationen
- 2003: OST Bumer
- 2003: Kompilation Nashestvie XIV
- 2004: Kompilation SCANG FEST 3
- 2004: Kompilation Rock Maraphon
- 2005: Kompilation RAMP 2005
- 2006: OST Piranha hunting
- 2006: Kompilation Russian Alternative
- 2007: OST Shadow Fight 2
- 2013: Angel or Demon

## Auszeichnungen
- RAMP Awards 2005 – Best Vocal Of The Year
- RAMP Awards 2006 – Hit Of The Year
- RAMP Awards 2008 – Hit Of The Year